# Juncus oxycarpus
Juncus oxycarpus là một loài thực vật có hoa trong họ Juncaceae. Loài này được E.Mey. ex Kunth mô tả khoa học đầu tiên năm 1841.